# Julia Demirer
Julia Demirer (sinh ngày 23 tháng 10 năm 1981) là cầu thủ bóng rổ người Ba Lan. Cô thi đấu bóng rổ chuyên nghiệp ở châu Âu.

## Sự nghiệp
Demirer chơi bóng rổ cho trường Cao đẳng Emmanuel từ năm 1999 đến năm 2003, ghi được tổng cộng 1403 điểm.
Trong mùa giải 2008-2009, Demirer chơi trong đội hình đội Hamar, ghi trung bình 17,3 điểm và 12,6 điểm rebound (Điểm rebound là điểm ghi được khi đội phòng thủ khi bắt được bóng và giành quyền phản công). Ngày 29 tháng 10 năm 2008, cô ghi được tổng cộng 37 điểm trong đội hình Grindavík. Tháng 1 năm 2010, cô trở lại đội Hamar và giúp đội lọt vào trận chung kết Úrvalsdeild nhưng thua đội KR.
Vào tháng 9 năm 2011, cô ký hợp đồng với Spirou Monceau.
Trong mùa giải 2015–2016, cô chơi cho đội Nevsehir HCI Bektas Veli Uni ở Thổ Nhĩ Kỳ, ghi trung bình 8,0 điểm và 9,5 điểm rebound mỗi trận.
Demirer chơi cho đội İzmit Belediyespor trong mùa giải 2016–2017 tại Giải bóng rổ nữ Thổ Nhĩ Kỳ Super League (KBSL), ghi trung bình 5,6 điểm và 6,2 điểm rebound trong 37 trận.
Trong mùa giải 2018–2019, cô là thành viên của đội tuyển Edremit Belediyesi Gürespor ở Giải bóng rổ nữ Thổ Nhĩ Kỳ, ghi trung bình 6,0 điểm và 6,3 điểm rebound trong 29 trận.
Vào tháng 11 năm 2021, Demirer trở lại Iceland và ký hợp đồng với câu lạc bộ 1. deild kvenna. Trong 15 trận đấu của mùa giải, cô ghi đợc trung bình 11,7 điểm và 10,9 điểm rebound mỗi trận.